# Borders Group
Borders Group foi uma livraria sediada em Ann Arbor, Michigan, Estados Unidos.